# علي أبو نعمة
علي حسن أبو نعمة هو صحفي فلسطيني أمريكي وُصف بأنه داعم رئيسي لحل الدولة الواحدة للصراع الإسرائيلي الفلسطيني،  يقيم في شيكاغو ويكتب بانتظام في شيكاغو تريبيون ولوس أنجلوس تايمز. شغل منصب نائب رئيس مجلس إدارة شبكة العمل العربية الأمريكية، وهو زميل في مركز فلسطين،  وكان أحد مؤسسي موقع الانتفاضة الالكترونية، ظهر في العديد من برامج المناقشة التلفزيونية على سي إن إن وإم إس إن بي سي وبي بي إس وشبكات أخرى، وشارك في عدة أفلام وثائقية عن الصراع الإسرائيلي الفلسطيني، ومنها «مجموعة قصص من المنفى: فلسطينيو شيكاغو يتذكرون 1948″ في عام 1999».

## النشأة والتعليم
ولد أبو نعمة في واشنطن العاصمة، وقضى سنواته المُبكرة في المملكة المتحدة وبلجيكا، قبل أن يعود إلى الولايات المتحدة للدراسة الجامعية،  تنحدر والدته في الأصل من قرية لفتا، وهي أحدة القرى الفلسطينية التي هُجر سكانها، في 1948، ووالده من قرية بتير الواقعة الآن في الضفة الغربية، وهو دبلوماسي أردني سابق شغل منصب سفير لدى الأمم المتحدة، 
وقد نشر صديقه ماكس بلومنثال في مقال نُشر على موندوايس أن جزء من أفراد عائلة أبو نعمة جاء أجدادهم من إسبانيا إلى فلسطين (توضيح) بعد طرد المسلمين من إسبانيا في 1492.
حصل على درجات علمية من جامعة برينستون وجامعة شيكاغو، وأثناء وجوده في جامعة شيكاغو عمل باحث في منظمة مجتمعية، وشارك في لقاءات مع المجتمع العربي في المدينة، فكان على اتصال بشبكة العمل العربية الأمريكية، والتي يشغل فيما بعد منصب نائب الرئيس فيها، ولا يزال عضوًا في مجلس إدارتها.

## النشاط

### الانتفاضة الإلكترونية
كان أبو نعمة من مؤسسي موقع مجلة الانتفاضة الإلكترونية في عام 2001، وهي مجلة إلكترونية غير ربحية تُغطي الصراع الإسرائيلي الفلسطيني من منظور فلسطيني. ويساهم في مشروع "لسنا أرقاماً" لتدريب شباب قطاع غزة للكتابة باللغة الإنجليزية عن حياتهم وقصصهم بالقطاع.

### وجهات نظر حول إسرائيل وفلسطين
كتب علي أبو نعمة مقالًا في عام 2009 بعنوان «اليهود الإسرائيليون وحل الدولة الواحدة» تحدث فيه عن بعض الحجج التي أثارها في كتابه «دولة واحدة»، حيث يرى أن حل الدولتين للصراع الإسرائيلي الفلسطيني ليس له فرصة للتنفيذ، وأنها بحكم الواقع «دولة ثنائية القومية» تحت السيطرة الإسرائيلية، ويؤيد قيام دولة ديمقراطية واحدة على أساس المساواة بين المواطنين ومع مراعاة الاهتمامات المشروعة للسكان اليهود في إسرائيل.
وصفت «نعومي زيفيلوف» أبو نعمة بأنه الداعم الأمريكي الرئيسي لحل الدولة الواحدة للصراع الإسرائيلي الفلسطيني، حيث أنه يدعو لإنشاء دولة ديمقراطية مشتركة من البحر الأبيض المتوسط إلى نهر الأردن، يتمتع فيها جميع سكان إسرائيل والأراضي التي تحتلها الآن بحقوق وواجبات متساوية بحسب وجهة نظره، لكن مُنتقديه يروا بأن الفكرة تهدف لتدمير دولة إسرائيل ومحو الطابع اليهودي للبلاد لصالح حكم الأغلبية العربية.
يعارض أبو نعمة الصهيونية ويصفها بأنها «مشروع مُتحضر وفي تراجع وأنه فشل في إيجاد مجندين جدد»، ويرى بأن ترويج الصهيونية لتقرير المصير لليهود في إسرائيل و«سكان فلسطين المختلطين» يؤثر في الحفاظ على «الوضع الراهن الذي يمارس فيه اليهود الإسرائيليون السلطة إلى الأبد»، ويرى بأن على الفلسطينيين اتباع إجراءات قسرية ضد إسرائيل مثل حركة المقاطعة وسحب الاستثمارات وفرض العقوبات غير العنيفة، وطرح رؤية إيجابية لدولة ديمقراطية واحدة. وقد كتب في يناير 2012 «في النهاية أعتقد أنه سيتم قبول منطق وحتمية دولة واحدة، كما هو الحال في جنوب إفريقيا وأيرلندا الشمالية، فإن أي حل عادل سينطوي على عملية صعبة وطويلة لإعادة التفاوض على العلاقات السياسية والاقتصادية والثقافية».
في منشور له على الانتفاضة الإلكترونية في يناير 2009 بعنوان «لماذا لن تنجو إسرائيل» كتب أبو نعمة أن إسرائيل قد وجدت من خلال «التطهير العرقي للسكان العرب في فلسطين»، وأنها تحافظ على وجودها من خلال الدعم الغربي واستخدام العنف المستمر لمنع السكان الأصليين من ممارسة حقوقهم السياسية داخل البلاد، أو عودتهم من المنفى القسري، وأعرب أبو نعمة عن اعتقاده بأن عملية السلام تهدف للتطبيع مع إسرائيل كدولة يهودية وكسب مباركة الفلسطينيين لإخضاعهم، وشبّه إسرائيل بنظام الفصل العنصري في جنوب إفريقيا حين قال إن إسرائيل تجعل «قادة الفصل العنصري في جنوب إفريقيا يبدون حكماء ومنضبطين وإنسانيين بالمقارنة مع إسرائيل».
يستشهد أبو نعمة بمقارنات جيرالد كوفمان «بين إسرائيل وألمانيا النازية»،  ففي 2010 كتب على تويتر أن «دعم الصهيونية ليس تكفيرًا عن المحرقة، بل يدعم استمرارها»، وقال أيضًا إن «الصهيونية أحد أسوأ أشكال معاداة السامية في الوجود اليوم»،  ويرى أبو نعمة أن الصحافة الإسرائيلية تشبه الصحيفة النازية دير شتورمر.
قدم أبو نعمة نظريتين حول العلاقة القوية بين الولايات المتحدة وإسرائيل، أولها إن إسرائيل تلعب دورًا مهمًا في الإمبريالية الأمريكية من خلال السماح لها بالسيطرة على الشرق الأوسط وموارده، والنظرية الثانية أن «هناك منظمات وشبكات قوية تعتبر دعم إسرائيل في غاية الأهمية وتؤثر على سياسة الولايات المتحدة من خلال الانتخابات والمساهمات في الحملات السياسية لجعل المرشحين يتبنون موقف إسرائيل».
في محاضرة ألقاها في 2009 قال أن «الصراع العربي الصهيوني لم يبدأ عام 1948 بل بدأ قبل ذلك بوقت طويل، عندما جاء الصهاينة إلى فلسطين في بداية القرن الماضي وتفاقم مع ظهور مشكلة اللاجئين»، وأضاف «إذا عاد اليهود على سبيل المثال إلى بلدانهم الأصلية فستصاب تلك البلدان بالصدمة، فكيف لتلك البلدان التي تُعرف معظمها بالديمقراطية وحقوق الإنسان أن تسكت عن حق العودة للشعب الفلسطيني وأصحاب الأرض إلى قراهم ومدنهم؟».

### سرقة الكتاب العظيم
أشاد أبو نعمة في منشور في الانتفاضة الإلكترونية بتاريخ 13 مايو 2012 بالفيلم الوثائقي (بالإنجليزية: The Great Book Robbery)‏ الذي "يروي قصة النهب الممنهج لعشرات الآلاف من الكتب الفلسطينية في عام 1948، في عملية مشتركة قامت بها المكتبة الوطنية الإسرائيلية ومنظمة الهاجاناه الصهيونية التي أصبحت لاحقًا الجيش الإسرائيلي، حيث يشتمل الفيلم على مقابلات شهود عيان ولقطات صُورت سرًا وصور تاريخية ولقطات للكتب المسروقة، على الرغم من النفي الإسرائيلي الرسمي المستمر.

### قضية جلعاد شليط
يرى أبو نعمة أن الجندي الإسرائيلي جلعاد شاليط الذي أسرته حركة حماس في 2006 من بلدة كريم شالوم الإسرائيلية، والذي أُطلق لاحقًا في عملية تبادل للأسرى في 2011، بأنه أسير حرب وليس أسير، ولا يعتقد أن من حقه زيارة اللجنة الدولية للصليب الأحمر،  ويرى بأن حالته تخضع للمبادئ التوجيهية المنصوص عليها في اتفاقية جنيف الثالثة، وأشار إلى أن مثل هذه الزيارات تخضع لإجراءات تعتبرها سلطات الاحتجاز ضرورية لأمنها، وهو ما ردت به حماس عند رفضها زيارة الصليب الأحمر لجلعاد شاليط، حيث ترى حماس أن السماح بهذه الزيارة سيمثل خطر وقد يؤدي إلى الكشف عن موقع الأسير، ويمكن أن يُعرض المكان لهجوم عسكري إسرائيلي.

### جوشوا تريفينيو
أنتقد علي أبو نعمة الصحيفة البريطانية الجارديان في مقال نُشر في أغسطس 2012 لقناة الجزيرة بعنوان «ما الخطأ الذي حدث في الجارديان؟» بعد تعيينها لجوشوا تريفينيو [الإنجليزية] كمراسل سياسي، حيث وصفه بأنه «ناشط في حزب جمهوري، ومستشار سياسي ومنظّر مأجور» ويميل إلى «الدعوة إلى العنف»، وأشار إلى تغريدة لتريفينيو نشرها في تويتر في يونيو 2011 عن أسطول الحرية لغزة يحث الجيش الإسرائيلي بإطلاق النار على أي أمريكي في القافلة، إذا أقتضى الأمر ذلك، وقال أن مُعظم الأمريكيين سيشعرون بالرضا حيال ذلك،  ورداً على مقالات ومنشورات أبو نعمة حول توظيف تريفينيو، استشهد موقع "CiF Watch" بتغريدة لأبو نعمة تدعو إلى «انتفاضة ثالثة» واصفًا أياه بأنه يتبع معايير مزدوجة،  وفي الأخير ألغت الغارديان تعيين تريفينيو.

### السلطة الفلسطينية
كتب أبو نعمة في مقال في ديسمبر 2012 لقناة الجزيرة: «جُهزت السلطنة الفلسطينية لسنوات ودُربت بإشراف أمريكي لمُساعدة قوات الاحتلال الإسرائيلي في قمع أي شكل من أشكال المقاومة الفلسطينية، ولضرب وقمع تعبير الفلسطينيين عن آرائهم، ولاعتقال ومضايقة الصحفيين الذين يجرؤون على انتقادها» ويرى بأن «لدى عباس سجل طويل ومخزي وموثق جيدًا في التعاون مع إسرائيل ضد مصلحة الشعب الفلسطيني، ويشمل ذلك التآمر سراً مع إسرائيل والولايات المتحدة ونظام مبارك السابق في مصر للإطاحة بالسلطة الفلسطينية المُنتخبة بقيادة حماس بعد عام 2006، والتواطؤ مع إسرائيل لدفن تقرير غولدستون في جرائم الحرب الإسرائيلية في غزة في 2008-2009، وأنه توسل إسرائيل لكي لا تفرج عن الأسرى الفلسطينيين حتى لا يُنسب لحماس الفضل في ذلك، وأنه مؤخراً تنازل علنيًا عن حق العودة للفلسطينيين.» 

### مستوطنات الضفة الغربية
يرى أبو نعمة إن المشروع الاستعماري الاستيطاني الإسرائيلي العنيف في الضفة الغربية ليس له شرعية دولية، وأن إسرائيل تمارس العنف ونظام الفصل العنصري العسكري للحفاظ عليها، ووصف المستوطنات بأنها «جرائم حرب» وأن الجيش الإسرائيلي ميليشيا طائفية يهودية، وقال أبو نعمة: «كيف للفلسطينيين أن يعترفوا أو يمنحوا شرعية لكيان يعتبر مجرد تكاثرهم كبشر بأنه تهديد؟».

### الانتفاضة الثالثة
أيد أبو نعمة فكرة الانتفاضة الثالثة، ونشر على تويتر في 20 يناير 2012 «ألم يحن الوقت لثورة فلسطينية شعبية على شكل انتفاضة ثالثة؟»، كما دعم حركة المقاطعة وسحب الاستثمارات وفرض العقوبات، حيث كتب في نيوستيتسمان في يوليو 2012 «يتحول التركيز على نحو متزايد بين الفلسطينيين بعيدًا عن إقامة الدولة إلى الحديث عن الحقوق، ولا يوجد مكان تتجسد فيه هذه المطالب سوى دعوة المجتمع المدني الفلسطيني لعام 2005 للمقاطعة وسحب الاستثمارات وفرض عقوبات على إسرائيل، التي تُطالب بإنهاء الاحتلال الإسرائيلي الذي بدأ عام 1967، والاعتراف بالحقوق الأساسية للمواطنين الفلسطينيين في إسرائيل في المساواة الكاملة، وحق اللاجئين الفلسطينيين في العودة إلى ديارهم».

#### مسيرة حرية غزة وأسطول الحرية الأول
لعب أبو نعمة دورًا رئيسيًا في مسيرة الحرية لغزة في 2009 وهي جهد مشترك مع كودبينك، تهدف لتقديم الإغاثة الإنسانية إلى غزة عبر معبر رفح الحدودي مع مصر، وعلى الرغم من عدم مشاركته في أسطول الحرية الأول ولم يكن جزءًا من «مشروع قوارب حركة حرية غزة» إلا أنه أكد أن المشاركين في القافلة تصرفوا بشكل سلمي وأنهم لم ينووا قتل جنود الجيش الإسرائيلي الذين صعدوا على متن السفينة، وعلق بريان ستيلتر من صحيفة نيويورك تايمز في مقال نُشر في 1 يونيو 2010 أن دليل الفيديو يتعارض مع رواية أبو نعمة لأحداث مجزرة أسطول الحرية، وكان من بين الأدلة أشرطة فيديو قدمتها قوات الدفاع الإسرائيلية في 31 مايو 2010 تُظهر نشطاء أسطول الحرية يهاجمون الجنود الإسرائيليين على متن السفينة، وقد صادر الجيش الإسرائيلي مُعظم لقطات الفيديو التي سجلها الركاب، وفي وقت لاحق أظهرت لقطات مُهربة بوضوح مهاجمة الكوماندوز لركاب السفينة.

### انتقاد جلعاد أتزمون
شارك أبو نعمة في مارس 2012 بالتوقيع على بيان برفقة نشطاء فلسطينيين ضد «بيان يصف آراء جلعاد أتزمون بالعنصرية ومعاداة السامية»، وطالب الموقعون على البيان «تبرئة أتزمون من زملائه المنظمين الفلسطينيين والنشطاء المتضامنين مع فلسطين وحلفاء الشعب الفلسطيني».

### زيارة مخيم المغازي
زار أبو نعمة مقر اللجنة الشعبية للاجئين في مخيم المغازي بقطاع غزة في أيار 2013، وعبر عن سعادته الشديدة بوجوده في المخيم، ووصف التجربة بأنها عززت روح المقاومة لديه.

## وجهات نظر حول باراك أوباما
التقى أبو نعمة باراك أوباما في عام 2004 عندما كان أوباما عضوًا في مجلس شيوخ ولاية إلينوي،  وكتب أبو نعمة في 2007 أنه التقى بأوباما عدة مرات قبل توليه منصبًا انتخابيًا، وأن أكثرها كان في شيكاغو في أحداث عربية أمريكية وفلسطينية، وكانت إحداها في عام 1998 في حدث جمع تبرعات كان إدوارد سعيد متحدث رئيسي فيه،  وقال أن أوباما قطع علاقته مع الأمريكيين العرب بعد انتخابه عضوًا في مجلس الشيوخ الأمريكي، وصرح أبو نعمة بأن قول أوباما بأنه متعاطف مع الفلسطينيين بسبب حاجته لأصواتهم الانتخابية.
انتقد أبو نعمة بشدة أسلوب أوباما في الشرق الأوسط، وقال أنه رسخ لسياسات سلفه جورج دبليو بوش، ولم يساهم حتى في التظاهر ببذل جهود سلام جادة،  وذكرت مقالة نُشرت في 2007 في «جريدة الأسبوع اليهودي الأسبوعية» في نيويورك أن الناشط والناقد الفلسطيني رشيد الخالدي جمع تبرعات لأوباما عند ترشحه لمجلس النواب، ونقلت عن أبو نعمة قوله «أقنعني أوباما بأنه كان مدركًا تمامًا للقضايا وأنه ينتقد تحيز الولايات المتحدة تجاه إسرائيل وافتقارها إلى الحساسية تجاه العرب» وأنه «كان داعمًا للضغط الأمريكي على إسرائيل».
قال أبو نعمة في البرنامج التلفزيوني والإذاعي "الديمقراطية الآن!" في 2008 أنه كان يعرف باراك أوباما لسنوات عديدة بصفته سيناتور ولايته عندما كان يحضر أحداث الجالية الفلسطينية في شيكاغو طوال الوقت"، وأضاف أبو نعمة أنه قدم أوباما في عام 1999 أثناء "حملة لجمع التبرعات لصالح مخيم الدهيشة للاجئين في الضفة الغربية المحتلة"، وقال أبو نعمة أن هذا مجرد مثال واحد على أن باراك أوباما كان مُرتاحًا للغاية عند التحدث عن الحقوق الفلسطينية ومعارضة الاحتلال الإسرائيلي. وفي مايو 2012 كتب أبو نعمة أن الولايات المتحدة بقيادة أوباما تقود حملة "لإغلاق كل الأبواب أمام العدالة للفلسطينيين" وأن سفيرة الولايات المتحدة لدى الأمم المتحدة سوزان رايس تقود "حملة صليبية لا هوادة فيها ضد الفلسطينيين في الأمم المتحدة"، وكتب أيضا أن "سوزان رايس وويليام هيغ لا يصمتان عن هذه الجرائم فقط، بل يتواطئان فيها بشكل كامل" في إشارة إلى الفلسطينيين المضربين عن الطعام في السجون الإسرائيلية.

## مؤلفات منشورة
كتب أبو نعمة كتاب بعنوان (بالإنجليزية: One Country: A Bold Proposal to End the Israeli-Palestinian Impasse)‏ «دولة واحدة: اقتراح جريء لإنهاء المأزق الإسرائيلي الفلسطيني»، والذي أقترح فيه إحياء فكرة الدولة الواحدة التي يتقاسمها شعبان، ووصفت بوكليست «نهج أبو نيمة المستوحى من عمليات المصالحة في جنوب إفريقيا وإلى حد أقل في أيرلندا الشمالية، بأنه جديد وحيوي ومتفائل في نهاية المطاف بأن من سئموا العنف سينجذبون في النهاية نحو إسرائيل شاملة وموحدة، ووصفت المجلة الاشتراكية الدولية الكتاب بأنه» مُنعش«وخلصت إلى أن» كتاب علي أبو نعمة أعاد التركيز على الهدف الصحيح وهو التحرير"،  وأشارت مجلة الدراسات العربية إلى أن "أي كتاب يقترح حل الدولة الواحدة للنزاع الصهيوني الفلسطيني«يواجه تحديات كبيرة منها» كيفية اقتراح رؤية لمستقبل مشترك دون تغطية تاريخ الظلم«، ووصفت إبحار أبو نعمة في هذه التحديات يُثير الإعجاب».
كتب أبو نعمة مقالاً في صحيفة الغارديان بعنوان «لم يتبق لدينا كلمات» رداً على الحرب على غزة 2008-09،  وعلق أبو نعمة في المقال على انتهاء الهدنة قائلًا «ما هي فكرة إسرائيل عن الهدنة؟» الأمر بسيط للغاية أن يصمت الفلسطينيين بينما تجوعهم إسرائيل وتقتلهم، وتواصل استعمار أراضيهم بالعنف، وأن إسرائيل تواجه أي أعمال من أعمال المقاومة بالرصاص والقنابل، بما فيها الاحتجاجات السلمية ضد جدار الفصل العنصري في الضفة الغربية، فخلال يوم الهدنة لم يتم إطلاق صواريخ على إسرائيل من الضفة الغربية، لكن إسرائيل لم تتوقف عمليات القتل خارج نطاق القانون وسرقة الأراضي وارتكاب المستوطنين للمذابح وعمليات الخطف في الضفة الغربية.
نشرت صحيفة نيويورك تايمز ولوس أنجلوس تايمز والجارديان والجزيرة ومجلات أخرى مقالات أبو نعمة عن القضية الفلسطينية.

### قائمة مؤلفاته
- «دولة واحدة: اقتراح جريء لإنهاء المأزق الإسرائيلي الفلسطيني - (بالإنجليزية: One Country: A Bold Proposal to End the Israeli-Palestinian Impasse)‏»، متروبوليتان بوكس، نيويورك، 2006.[47]

## روابط خارجية
- الموقع الرسمي للانتفاضة الإلكترونية
- الموقع الرسمي لأبو نعيمة
- مركز فلسطين
- لمحة عن علي أبو نعمة في معهد تفاهم الشرق الأوسط
- علي أبو نعمة حول افتتاح محادثات السلام في الشرق الأوسط بوساطة أمريكية - تقرير بالفيديو من منظمة الديمقراطية الآن!.